# 波黑第一電台
波黑第一電台是波斯尼亞和黑塞哥維那的國家級公共電台頻道，由波斯尼亞和黑塞哥維那廣播電視台負責營運。此頻道每日24小時使用當地三種官方語言（即波斯尼亞語、克羅地亞語以及塞爾維亞語）進行廣播，當中每種語言的廣播時間均為相等，而其內容則涵蓋新聞、音樂、訪談、廣播劇、體育與兒童等節目。

## 外部連結
- 波斯尼亞和黑塞哥維那廣播電視台官方網站